# هالند وارد
هالند وارد (به انگلیسی: Hulland Ward) یک روستا و محله مدنی در بریتانیا است که در Derbyshire Dales واقع شده‌است. هالند وارد ۹۲۷ نفر جمعیت دارد.